# Oscar Julio Alzamora Revoredo
Oscar Julio Alzamora Revoredo SM (* 11. Januar 1929 in Lima, Peru; † 20. Mai 1999 ebenda) war Weihbischof in Lima.

## Leben
Oscar Julio Alzamora Revoredo trat der Ordensgemeinschaft der Marianisten bei. Er empfing nach dem Studium der Katholischen Theologie und Philosophie am 29. März 1963 das Sakrament der Priesterweihe.
Am 16. Dezember 1982 ernannte ihn Papst Johannes Paul II. zum Bischof von Tacna. Der Erzbischof von Lima, Juan Kardinal Landázuri Ricketts OFM, spendete ihm am 25. März 1983 die Bischofsweihe; Mitkonsekratoren waren der Erzbischof von Arequipa, Fernando Vargas Ruiz de Somocurcio SJ, und der Erzbischof von Piura, Oscar Rolando Cantuarias Pastor. 
Am 13. Februar 1991 trat Oscar Julio Alzamora Revoredo als Bischof von Tacna y Moquegua zurück. Gleichzeitig ernannte ihn Johannes Paul II. zum Weihbischof in Lima.